# Cascade du Rouget
 (juillet 2024).
Si vous disposez d'ouvrages ou d'articles de référence ou si vous connaissez des sites web de qualité traitant du thème abordé ici, merci de compléter l'article en donnant les références utiles à sa vérifiabilité et en les liant à la section « Notes et références ».
La cascade du Rouget est une cascade de la Vallée du Giffre (France) qui s'écoule toute l'année depuis le torrent de Sales en amont et qui rejoint le Giffre des Fonds en aval pour constituer le Petit Giffre sur la commune de Sixt-Fer-à-Cheval.
Elle est constituée de trois sauts : les deux premiers en amont de la route séparés par un court replat qui constitue la chute amont et un dernier en aval de la route après une courte course du torrent qui constitue la chute aval. La chute amont mesure une centaine de mètres de hauteur avec un ressaut à mi-hauteur qui peut-être impressionnant au moment de la fonte des neiges en raison du rebond de l'eau sur la dalle de pierre. En cas de fort débit, les projections d'eau rendent les pierres glissantes aux abords, des accidents se sont déjà produits dans ces conditions dangereuses.
Elle est accessible directement par une petite route ce qui en fait un site touristique très fréquenté malgré la détérioration du revêtement. Elle est l'un des deux sites référencés de la commune avec le cirque du Fer-à-Cheval. Son surnom est « la reine des Alpes ». 
Les traditions populaires lui ont attribué des vertus de virilité et de fécondité à tel point que les anciens offrent encore un flacon de cette eau aux jeunes mariés, sans que les qualités de cette eau aient jamais été avérées. Cette cascade a été nommée en 2009 la plus belle cascade française[réf. souhaitée].

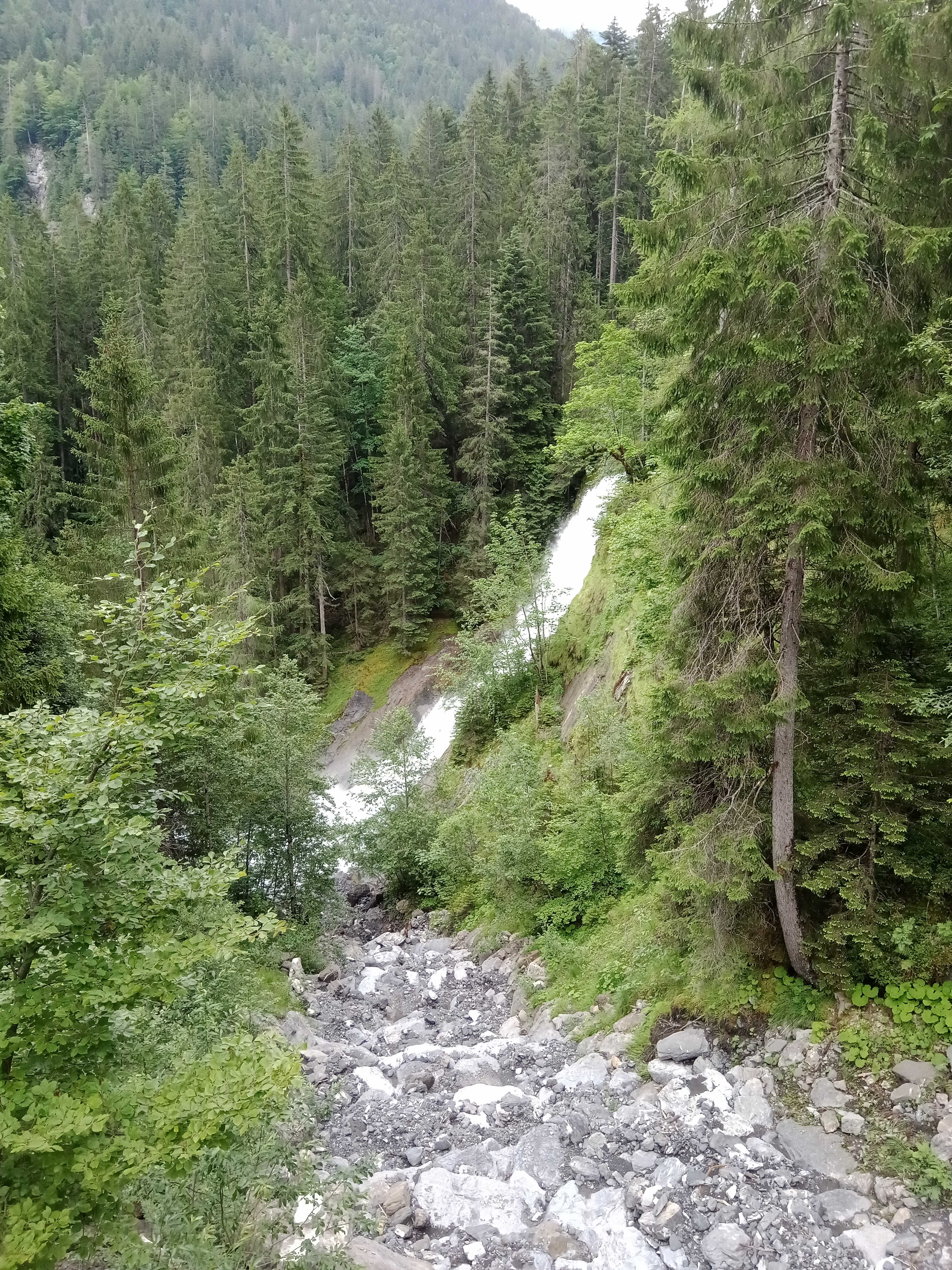
La chute aval vue depuis la route.